# 회덕역
회덕역(Hoedeok station, 懷德驛)은 대전광역시 대덕구 신대동에 위치한 경부선의 철도역이다. 버스가 많이 다니는 곳으로 이용객이 별로 없어 2007년 6월 1일부터 여객열차가 정차하지 않게 되었다. SK에너지 전용선과 연료공업협동조합 전용선이 있어 화물취급으로 중요한 역이다. 이 역은 충청권 광역철도의 정차역으로 계획되고 있다.

## 역 정보
여객열차는 충청권 광역철도가 정차할 예정이다. SK에너지 전용선과 연료공업협동조합 전용선이 있다.

## 역사
- 1930년 10월 1일 : 보통역으로 영업 개시
- 1940년 11월 1일 : 역사 신축 준공
- 2005년 1월 1일 : 현 역사 신축 준공
- 2007년 6월 1일 : 여객취급 중지

## 사진

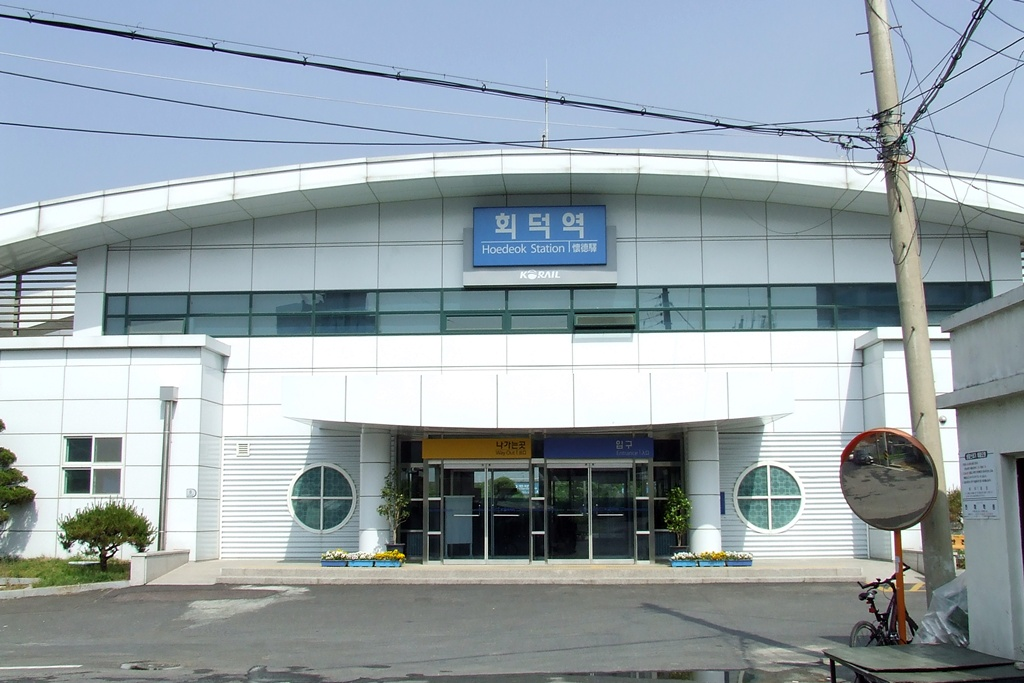
역사 (광장쪽)
역사 (선로쪽)
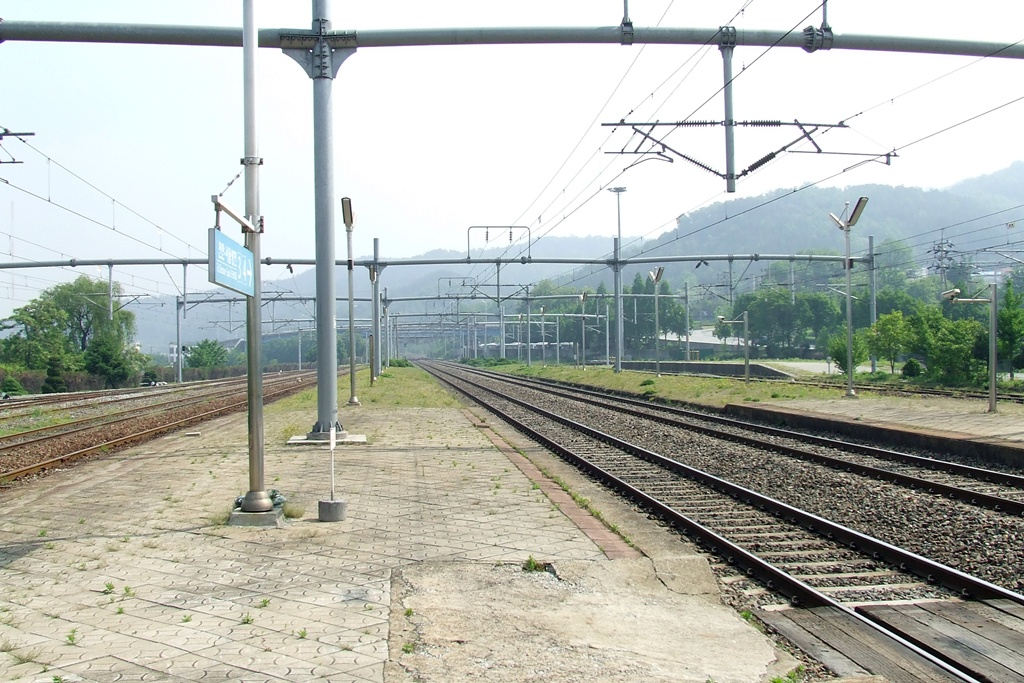
승강장
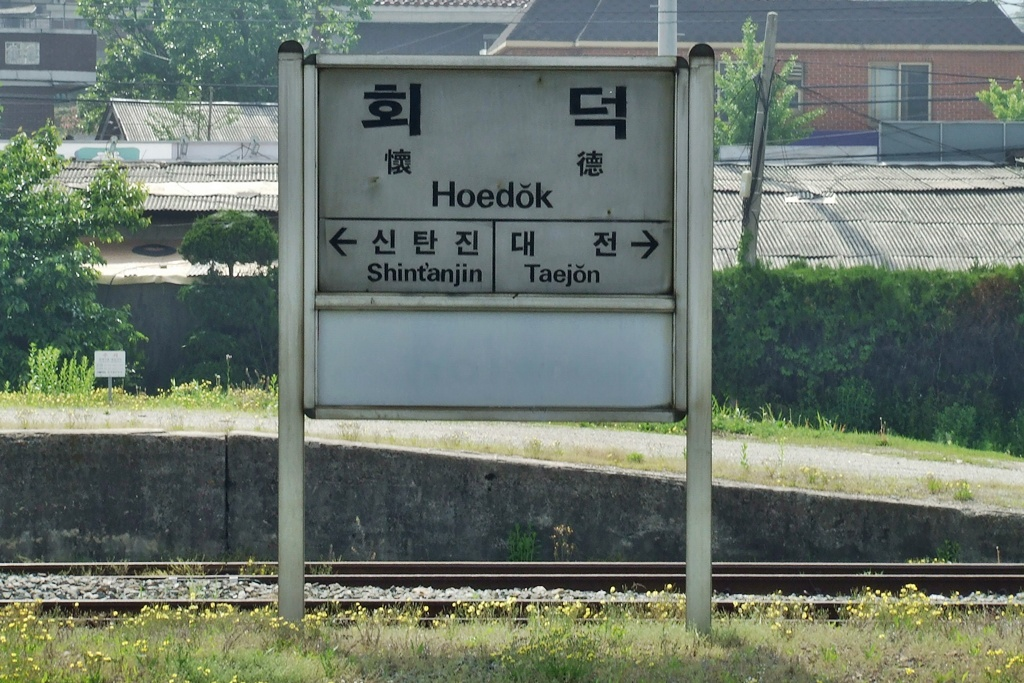
역명판

## 같이 보기
- 충청권 광역철도